# Rubus luzoniensis
Rubus luzoniensis är en rosväxtart som beskrevs av Elmer Drew Merrill. Rubus luzoniensis ingår i släktet rubusar, och familjen rosväxter. Inga underarter finns listade i Catalogue of Life.